# Eksjö stadsförsamling
Eksjö stadsförsamling var en församling i Linköpings stift och Eksjö kommun. Den 1 januari 1949 uppgick församlingen i Eksjö församling.

## Administrativ historik
Församlingen bildades omkring 1500 efter Eksjö stad bildats 1403, vid en uppdelning av Eksjö församling då samtidigt Eksjö landsförsamling bildades.
Församlingen var från omkring år 1500 till 1949 moderförsamling i ett pastorat med Eksjö landsförsamling. 1 januari 1949 uppgick i denna församling i landsförsamlingen och samtidigt bytte den namn till Eksjö församling.

## Kyrkoherdar
| Verksam   | Namn                                       | Levnadstid | Övrigt                                                    |
| --------- | ------------------------------------------ | ---------- | --------------------------------------------------------- |
| 1586–1632 | Zacharias Nicolai                          | –1632      | Prost.                                                    |
| 1632–1681 | Zacharias Johannis                         | 1597–1681  | Prost och kontraktsprost.                                 |
|           | Johannes Johannis Lothigius                |            | Senare kyrkoherde i Västerviks församling.                |
| 1695–1708 | Christiernus Johannis Norström (Fabricius) | 1640–1708  | Prost och kontraktsprost.                                 |
| 1710–1730 | Johannes Christierni Norström              | 1674–1730  | Prost och kontraktsprost.                                 |
| 1731–1751 | Jonas Lidman                               | –1751      | Prost och kontraktsprost.                                 |
| 1752–1768 | Andreas Hertzman                           | 1701–1768  | Prost och kontraktsprost.                                 |
| 1769–1793 | Jonas Rosling                              | 1712–1793  |                                                           |
| 1793–1822 | Carl Petrus Een                            | 1750–1822  | Prost.                                                    |
| 1823–1857 | Nils Johan Danielsson                      | 1780–1857  | Prost och kontraktsprost.                                 |
| 1858–1865 | Carl August Augustinsson                   | 1814–1873  | Kontraktsprost. Senare kyrkoherde i Kvillinge församling. |
| 1866–1871 | Axel Fredrik Lundvall                      | 1818–1889  | Kontraktsprost. Senare kyrkoherde i Rystads församling.   |
| 1871–1900 | Per Georg Eugéne Stark                     | 1833–1900  |                                                           |
| 1901–     | Gustaf Svenson                             | 1852–1933  |                                                           |

## Organister
| Ämbetstid | Namn                      | Levnadstid | Övrigt                |
| --------- | ------------------------- | ---------- | --------------------- |
| 1700      | Carl Svensson             |            | Organist              |
| 1704-1707 | Jonas Karlsson (Hane)     | -1707      | Organist              |
| 1715-1720 | Christoffer Kraus         |            | Organist              |
| 1721-1724 | Åkerman                   |            | Organist              |
| 1725-1749 | Daniel Aschling           |            | Organist och klockare |
| 1757-1783 | Peter Johan Hagström      |            | Organist              |
| 1785-1817 | Gabriel Wiberg            | 1760-      | Organist              |
| 1822-1823 | Johan Hallberg            | 1797-      | Organist              |
| 1825-1831 | Nils Östling              | 1789-1831  | Organist              |
| 1832–1843 | Carl Fredrik Ullman       | 1809–1873  | Organist              |
| 1843-1861 | Johan Ferdinand Hultqvist | 1817-      | Organist direktör     |
| 1865–1904 | Frans Håkanson            | 1827–1904  | Organist.             |
| 1904–1912 | Anton Vidergren           | 1869–1912  | Organist.             |
| 1940–1946 | Valdemar Söderholm        | 1909–1990  | Organist.             |

## Klockare
| Ämbetstid | Namn        | Levnadstid | Övrigt   |
| --------- | ----------- | ---------- | -------- |
| 1700      | Daniel      |            | Klockare |
| 1712      | Erick Björk |            | Klockare |